# Dwars door Vlaanderen 2024
Dwars door Vlaanderen 2024 var den 78. udgave af det belgiske cykelløb Dwars door Vlaanderen. Det 188,6 km lange linjeløb blev kørt den 27. marts 2024 med start i Roeselare og mål i Waregem i Vestflandern. Løbet var 13. arrangement på UCI World Tour 2024.
Løbet blev vundet af amerikanske Matteo Jorgenson fra Team Visma  |  Lease a Bike.

## Resultater
| \| Samlede stilling \| Samlede stilling \| Samlede stilling \| Samlede stilling \| Samlede stilling \| \| Rytter \| Rytter \| Hold \| Tid \| \| \| ---------------- \| ----------------- \| -------------------------- \| ---------------- \| ---------------- \| \| 1. \| Matteo Jorgenson \| Team Visma \\| Lease a Bike \| 4t 07' 44" \| \| \| 2. \| Jonas Abrahamsen \| Uno-X Mobility \| + 29" \| \| \| 3. \| Stefan Küng \| Groupama-FDJ \| + 29" \| \| \| 4. \| Tiesj Benoot \| Team Visma \\| Lease a Bike \| + 29" \| \| \| 5. \| Dries De Bondt \| Decathlon-AG2R La Mondiale \| + 29" \| \| \| 6. \| Joshua Tarling \| Ineos Grenadiers \| + 44" \| \| \| 7. \| Jonathan Milan \| Lidl-Trek \| + 1' 47" \| \| \| 8. \| Michael Valgren \| EF Education-EasyPost \| + 1' 47" \| \| \| 9. \| Mathias Norsgaard \| Movistar Team \| + 1' 47" \| \| \| 10. \| Thomas Gachignard \| TotalEnergies \| + 1' 47" \| \| \| 11. \| Pierre Gautherat \| Decathlon-AG2R La Mondiale \| + 2' 07" \| \| \| 12. \| Nils Politt \| UAE Team Emirates \| + 2' 07" \| \| \| 13. \| Valentin Madouas \| Groupama-FDJ \| + 2' 07" \| \| \| 14. \| Danny van Poppel \| Bora-Hansgrohe \| + 2' 07" \| \| \| 15. \| Jasper Philipsen \| Alpecin-Deceuninck \| + 2' 07" \| \| \| 16. \| Ben Turner \| Ineos Grenadiers \| + 2' 07" \| \| \| 17. \| Michael Matthews \| Team Jayco AlUla \| + 2' 07" \| \| \| 18. \| Luca Mozzato \| Arkéa-B&B Hotels \| + 2' 07" \| \| \| 19. \| Mike Teunissen \| Intermarché-Wanty \| + 2' 07" \| \| \| 20. \| John Degenkolb \| Team dsm-firmenich PostNL \| + 2' 07" \| \| |                   |                            |            |
| |                   |                            |            |
| Kilde: ProCyclingStats |                   |                            |            |
| Samlede stilling |                   |                            |            |
| Rytter | Rytter            | Hold                       | Tid        |
| 1. | Matteo Jorgenson  | Team Visma \| Lease a Bike | 4t 07' 44" |
| 2. | Jonas Abrahamsen  | Uno-X Mobility             | + 29"      |
| 3. | Stefan Küng       | Groupama-FDJ               | + 29"      |
| 4. | Tiesj Benoot      | Team Visma \| Lease a Bike | + 29"      |
| 5. | Dries De Bondt    | Decathlon-AG2R La Mondiale | + 29"      |
| 6. | Joshua Tarling    | Ineos Grenadiers           | + 44"      |
| 7. | Jonathan Milan    | Lidl-Trek                  | + 1' 47"   |
| 8. | Michael Valgren   | EF Education-EasyPost      | + 1' 47"   |
| 9. | Mathias Norsgaard | Movistar Team              | + 1' 47"   |
| 10. | Thomas Gachignard | TotalEnergies              | + 1' 47"   |
| 11. | Pierre Gautherat  | Decathlon-AG2R La Mondiale | + 2' 07"   |
| 12. | Nils Politt       | UAE Team Emirates          | + 2' 07"   |
| 13. | Valentin Madouas  | Groupama-FDJ               | + 2' 07"   |
| 14. | Danny van Poppel  | Bora-Hansgrohe             | + 2' 07"   |
| 15. | Jasper Philipsen  | Alpecin-Deceuninck         | + 2' 07"   |
| 16. | Ben Turner        | Ineos Grenadiers           | + 2' 07"   |
| 17. | Michael Matthews  | Team Jayco AlUla           | + 2' 07"   |
| 18. | Luca Mozzato      | Arkéa-B&B Hotels           | + 2' 07"   |
| 19. | Mike Teunissen    | Intermarché-Wanty          | + 2' 07"   |
| 20. | John Degenkolb    | Team dsm-firmenich PostNL  | + 2' 07"   |

## Hold og ryttere
| UCI WorldTeams (18)- Alpecin-Deceuninck - Arkéa-B&B Hotels - Astana Qazaqstan Team - Bahrain Victorious - Bora-Hansgrohe - Cofidis - Decathlon-AG2R La Mondiale - EF Education-EasyPost - Groupama-FDJ - Ineos Grenadiers - Intermarché-Wanty - Lidl-Trek - Movistar Team - Soudal Quick-Step - Team dsm-firmenich PostNL - Team Jayco AlUla - Team Visma \| Lease a Bike - UAE Team Emirates UCI ProTeams (7)- Bingoal WB - Israel-Premier Tech - Lotto Dstny - Q36.5 Pro Cycling Team - Team Flanders-Baloise - TotalEnergies - Uno-X Mobility |
| |

### Danske ryttere
| Danske ryttere på startlisten |                      |                       |           |
| Rygnummer                     | Rytter               | Hold                  | Placering |
| 11                            | Mads Pedersen        | Lidl-Trek             | DNF       |
| 24                            | Søren Kragh Andersen | Alpecin-Deceuninck    | 74        |
| 35                            | Mikkel Bjerg         | UAE Team Emirates     | 36        |
| 55                            | Casper Pedersen      | Soudal Quick-Step     | 33        |
| 77                            | Michael Valgren      | EF Education-EasyPost | 8         |
| 96                            | Mathias Norsgaard    | Movistar Team         | 9         |
| 191                           | Jakob Fuglsang       | Israel-Premier Tech   | 71        |
| 203                           | Louis Bendixen       | Uno-X Mobility        | 82        |
| 207                           | Rasmus Bøgh Wallin   | Uno-X Mobility        | 91        |

* DNF = gennemførte ikke

### Startliste
| Team Visma \| Lease a Bike TVL | Team Visma \| Lease a Bike TVL | Team Visma \| Lease a Bike TVL |
| ------------------------------ | ------------------------------ | ------------------------------ |
| Nr.                            | Rytter                         | Placering                      |
| 1                              | Wout van Aert (BEL)            | DNF                            |
| 2                              | Tim van Dijke (NED)            | 118.                           |
| 3                              | Tiesj Benoot (BEL)             | 4.                             |
| 4                              | Matteo Jorgenson (USA)         | 1.                             |
| 5                              | Jan Tratnik (SLO)              | DNF                            |
| 6                              | Mick van Dijke (NED)           | 38.                            |
| 7                              | Julien Vermote (BEL)           | 114.                           |

| Lidl-Trek LTK | Lidl-Trek LTK                | Lidl-Trek LTK |
| ------------- | ---------------------------- | ------------- |
| Nr.           | Rytter                       | Placering     |
| 11            | Mads Pedersen (DEN)          | DNF           |
| 12            | Jasper Stuyven (BEL)         | DNF           |
| 13            | Tim Declercq (BEL)           | 81.           |
| 14            | Jonathan Milan (ITA)         | 7.            |
| 15            | Toms Skujiņš (LAT)           | 28.           |
| 16            | Edward Theuns (BEL)          | 94.           |
| 17            | Alex Kirsch (LUX) (landevej) | DNF           |

| Alpecin-Deceuninck ADC | Alpecin-Deceuninck ADC     | Alpecin-Deceuninck ADC |
| ---------------------- | -------------------------- | ---------------------- |
| Nr.                    | Rytter                     | Placering              |
| 21                     | Jasper Philipsen (BEL)     | 15.                    |
| 22                     | Maurice Ballerstedt (GER)  | 89.                    |
| 23                     | Robbe Ghys (BEL)           | DNF                    |
| 24                     | Søren Kragh Andersen (DEN) | 74.                    |
| 25                     | Senne Leysen (BEL)         | DNF                    |
| 26                     | Stan Van Tricht (BEL)      | 59.                    |
| 27                     | Gianni Vermeersch (BEL)    | DNF                    |

| UAE Team Emirates UAD | UAE Team Emirates UAD         | UAE Team Emirates UAD |
| --------------------- | ----------------------------- | --------------------- |
| Nr.                   | Rytter                        | Placering             |
| 31                    | Tim Wellens (BEL)             | 57.                   |
| 32                    | Marc Hirschi (SUI) (landevej) | 32.                   |
| 33                    | Álvaro Hodeg (COL)            | DNF                   |
| 34                    | Alessandro Covi (ITA)         | 66.                   |
| 35                    | Mikkel Bjerg (DEN)            | 36.                   |
| 36                    | Nils Politt (GER)             | 12.                   |
| 37                    | Vegard Stake Laengen (NOR)    | 93.                   |

| Groupama-FDJ GFC | Groupama-FDJ GFC                  | Groupama-FDJ GFC |
| ---------------- | --------------------------------- | ---------------- |
| Nr.              | Rytter                            | Placering        |
| 41               | Stefan Küng (SUI)                 | 3.               |
| 42               | Valentin Madouas (FRA) (landevej) | 13.              |
| 43               | Lewis Askey (GBR)                 | 61.              |
| 44               | Olivier Le Gac (FRA)              | DQ               |
| 45               | Fabian Lienhard (SUI)             | 116.             |
| 46               | Laurence Pithie (NZL)             | DNF              |
| 47               | Samuel Watson (GBR)               | 40.              |

| Soudal Quick-Step SOQ | Soudal Quick-Step SOQ    | Soudal Quick-Step SOQ |
| --------------------- | ------------------------ | --------------------- |
| Nr.                   | Rytter                   | Placering             |
| 51                    | Julian Alaphilippe (FRA) | 26.                   |
| 52                    | Yves Lampaert (BEL)      | 131.                  |
| 53                    | Paul Magnier (FRA)       | 39.                   |
| 54                    | Gianni Moscon (ITA)      | 135.                  |
| 55                    | Casper Pedersen (DEN)    | 33.                   |
| 56                    | Pepijn Reinderink (NED)  | DNF                   |
| 57                    | Warre Vangheluwe (BEL)   | 112.                  |

| Intermarché-Wanty IWA | Intermarché-Wanty IWA           | Intermarché-Wanty IWA |
| --------------------- | ------------------------------- | --------------------- |
| Nr.                   | Rytter                          | Placering             |
| 61                    | Biniam Girmay (ERI)             | DNF                   |
| 62                    | Mike Teunissen (NED)            | 19.                   |
| 63                    | Madis Mihkels (EST)             | 48.                   |
| 64                    | Laurenz Rex (BEL)               | DNF                   |
| 65                    | Dries De Pooter (BEL)           | 30.                   |
| 66                    | Adrien Petit (FRA)              | 85.                   |
| 67                    | Roel van Sintmaartensdijk (NED) | 113.                  |

| EF Education-EasyPost EFE | EF Education-EasyPost EFE | EF Education-EasyPost EFE |
| ------------------------- | ------------------------- | ------------------------- |
| Nr.                       | Rytter                    | Placering                 |
| 71                        | Alberto Bettiol (ITA)     | 72.                       |
| 72                        | Stefan Bissegger (SUI)    | 134.                      |
| 73                        | Jonas Rutsch (GER)        | 106.                      |
| 74                        | Harry Sweeny (AUS)        | DNF                       |
| 75                        | Yuhi Todome (JPN)         | 92.                       |
| 76                        | Jack Rootkin-Gray (GBR)   | 123.                      |
| 77                        | Michael Valgren (DEN)     | 8.                        |

| Ineos Grenadiers IGD | Ineos Grenadiers IGD   | Ineos Grenadiers IGD |
| -------------------- | ---------------------- | -------------------- |
| Nr.                  | Rytter                 | Placering            |
| 81                   | Cameron Wurf (AUS)     | DNF                  |
| 82                   | Elia Viviani (ITA)     | 120.                 |
| 83                   | Joshua Tarling (GBR)   | 6.                   |
| 84                   | Magnus Sheffield (USA) | 119.                 |
| 85                   | Ben Swift (GBR)        | 124.                 |
| 86                   | Connor Swift (GBR)     | 58.                  |
| 87                   | Ben Turner (GBR)       | 16.                  |

| Movistar Team MOV | Movistar Team MOV             | Movistar Team MOV |
| ----------------- | ----------------------------- | ----------------- |
| Nr.               | Rytter                        | Placering         |
| 91                | Oier Lazkano (ESP) (landevej) | 47.               |
| 92                | Albert Torres (ESP)           | 88.               |
| 93                | Rémi Cavagna (FRA)            | 69.               |
| 94                | Carlos Canal (ESP)            | 54.               |
| 95                | Manlio Moro (ITA)             | DNF               |
| 96                | Mathias Norsgaard (DEN)       | 9.                |
| 97                | Johan Jacobs (SUI)            | 132.              |

| Arkéa-B&B Hotels ARK | Arkéa-B&B Hotels ARK   | Arkéa-B&B Hotels ARK |
| -------------------- | ---------------------- | -------------------- |
| Nr.                  | Rytter                 | Placering            |
| 101                  | Arnaud Démare (FRA)    | DNS                  |
| 102                  | Amaury Capiot (BEL)    | DNF                  |
| 103                  | David Dekker (NED)     | 109.                 |
| 104                  | Donavan Grondin (FRA)  | 130.                 |
| 105                  | Florian Sénéchal (FRA) | 129.                 |
| 106                  | Daniel McLay (GBR)     | 84.                  |
| 107                  | Luca Mozzato (ITA)     | 18.                  |

| Cofidis COF | Cofidis COF                | Cofidis COF |
| ----------- | -------------------------- | ----------- |
| Nr.         | Rytter                     | Placering   |
| 111         | Ludovic Robeet (BEL)       | DNF         |
| 112         | Piet Allegaert (BEL)       | 49.         |
| 113         | Aimé De Gendt (BEL)        | 70.         |
| 114         | Nicolas Debeaumarché (FRA) | DNF         |
| 115         | Milan Fretin (BEL)         | DNF         |
| 116         | Alexis Renard (FRA)        | 103.        |
| 117         | Ludovic Robeet (BEL)       | DNF         |

| Decathlon-AG2R La Mondiale DAT | Decathlon-AG2R La Mondiale DAT | Decathlon-AG2R La Mondiale DAT |
| ------------------------------ | ------------------------------ | ------------------------------ |
| Nr.                            | Rytter                         | Placering                      |
| 121                            | Oliver Naesen (BEL)            | 63.                            |
| 122                            | Edvald Boasson Hagen (NOR)     | 110.                           |
| 123                            | Dries De Bondt (BEL)           | 5.                             |
| 124                            | Sander De Pestel (BEL)         | 55.                            |
| 125                            | Pierre Gautherat (FRA)         | 11.                            |
| 126                            | Gianluca Pollefliet (BEL)      | 96.                            |
| 127                            | Damien Touzé (FRA)             | 27.                            |

| Bora-Hansgrohe BOH | Bora-Hansgrohe BOH     | Bora-Hansgrohe BOH |
| ------------------ | ---------------------- | ------------------ |
| Nr.                | Rytter                 | Placering          |
| 131                | Marco Haller (AUT)     | 76.                |
| 132                | Luis-Joe Lührs (GER)   | 105.               |
| 133                | Emil Herzog (GER)      | 65.                |
| 134                | Ryan Mullen (IRL)      | 62.                |
| 135                | Filip Maciejuk (POL)   | 73.                |
| 136                | Jordi Meeus (BEL)      | 45.                |
| 137                | Danny van Poppel (NED) | 14.                |

| Bahrain Victorious TBV | Bahrain Victorious TBV       | Bahrain Victorious TBV |
| ---------------------- | ---------------------------- | ---------------------- |
| Nr.                    | Rytter                       | Placering              |
| 141                    | Andrea Pasqualon (ITA)       | DNF                    |
| 142                    | Alberto Bruttomesso (ITA)    | 102.                   |
| 143                    | Fran Miholjević (CRO)        | 128.                   |
| 144                    | Matevž Govekar (SLO)         | 67.                    |
| 145                    | Dušan Rajović (SRB)          | 44.                    |
| 146                    | Fred Wright (GBR) (landevej) | 22.                    |
| 147                    | Łukasz Wiśniowski (POL)      | 117.                   |

| Team dsm-firmenich PostNL DFP | Team dsm-firmenich PostNL DFP | Team dsm-firmenich PostNL DFP |
| ----------------------------- | ----------------------------- | ----------------------------- |
| Nr.                           | Rytter                        | Placering                     |
| 151                           | John Degenkolb (GER)          | 20.                           |
| 152                           | Pavel Bittner (CZE)           | 53.                           |
| 153                           | Patrick Eddy (AUS)            | DNF                           |
| 154                           | Nils Eekhoff (NED)            | DNF                           |
| 155                           | Niklas Märkl (GER)            | 126.                          |
| 156                           | Casper van Uden (NED)         | 35.                           |
| 157                           | Bram Welten (NED)             | 133.                          |

| Team Jayco AlUla JAY | Team Jayco AlUla JAY        | Team Jayco AlUla JAY |
| -------------------- | --------------------------- | -------------------- |
| Nr.                  | Rytter                      | Placering            |
| 161                  | Michael Matthews (AUS)      | 17.                  |
| 162                  | Luke Durbridge (AUS)        | 60.                  |
| 163                  | Amund Grøndahl Jansen (NOR) | 75.                  |
| 164                  | Luka Mezgec (SLO)           | 43.                  |
| 165                  | Kelland O'Brien (AUS)       | 90.                  |
| 166                  | Elmar Reinders (NED)        | DNF                  |
| 167                  | Max Walscheid (GER)         | 87.                  |

| Astana Qazaqstan Team AST | Astana Qazaqstan Team AST | Astana Qazaqstan Team AST |
| ------------------------- | ------------------------- | ------------------------- |
| Nr.                       | Rytter                    | Placering                 |
| 171                       | Cees Bol (NED)            | 41.                       |
| 172                       | Gleb Brussenskij (KAZ)    | DNF                       |
| 173                       | Michele Gazzoli (ITA)     | DNF                       |
| 174                       | Jevgenij Giditj (KAZ)     | 125.                      |
| 175                       | Dmitrij Gruzdev (KAZ)     | DNF                       |
| 176                       | Rüdiger Selig (GER)       | 127.                      |
| 177                       | Gleb Syritsa              | DNF                       |

| Lotto Dstny LTD | Lotto Dstny LTD          | Lotto Dstny LTD |
| --------------- | ------------------------ | --------------- |
| Nr.             | Rytter                   | Placering       |
| 181             | Jenno Berckmoes (BEL)    | 23.             |
| 182             | Cedric Beullens (BEL)    | DNF             |
| 183             | Victor Campenaerts (BEL) | 34.             |
| 184             | Sébastien Grignard (BEL) | 68.             |
| 185             | Pascal Eenkhoorn (NED)   | 31.             |
| 186             | Alec Segaert (BEL)       | 37.             |
| 187             | Brent Van Moer (BEL)     | DNF             |

| Israel-Premier Tech IPT | Israel-Premier Tech IPT | Israel-Premier Tech IPT |
| ----------------------- | ----------------------- | ----------------------- |
| Nr.                     | Rytter                  | Placering               |
| 191                     | Jakob Fuglsang (DEN)    | 71.                     |
| 192                     | Krists Neilands (LAT)   | 29.                     |
| 193                     | Guillaume Boivin (CAN)  | 52.                     |
| 194                     | Riley Sheehan (USA)     | 25.                     |
| 195                     | Riley Pickrell (CAN)    | 83.                     |
| 196                     | Corbin Strong (NZL)     | 51.                     |
| 197                     | Ethan Vernon (GBR)      | 46.                     |

| Uno-X Mobility UXM | Uno-X Mobility UXM          | Uno-X Mobility UXM |
| ------------------ | --------------------------- | ------------------ |
| Nr.                | Rytter                      | Placering          |
| 201                | Alexander Kristoff (NOR)    | 77.                |
| 202                | Jonas Abrahamsen (NOR)      | 2.                 |
| 203                | Louis Bendixen (DEN)        | 82.                |
| 204                | Tord Gudmestad (NOR)        | DNF                |
| 205                | Erik Nordsæter Resell (NOR) | 79.                |
| 206                | Rasmus Tiller (NOR)         | 50.                |
| 207                | Rasmus Bøgh Wallin (DEN)    | 91.                |

| Q36.5 Pro Cycling Team Q36 | Q36.5 Pro Cycling Team Q36 | Q36.5 Pro Cycling Team Q36 |
| -------------------------- | -------------------------- | -------------------------- |
| Nr.                        | Rytter                     | Placering                  |
| 211                        | Jannik Steimle (GER)       | 42.                        |
| 212                        | Tom Devriendt (BEL)        | DNF                        |
| 213                        | Tobias Ludvigsson (SWE)    | 80.                        |
| 214                        | Cyrus Monk (AUS)           | 122.                       |
| 215                        | Szymon Sajnok (POL)        | 115.                       |
| 216                        | Fabio Christen (SUI)       | 78.                        |
| 217                        | Kamil Małecki (POL)        | 64.                        |

| TotalEnergies TEN | TotalEnergies TEN       | TotalEnergies TEN |
| ----------------- | ----------------------- | ----------------- |
| Nr.               | Rytter                  | Placering         |
| 221               | Anthony Turgis (FRA)    | DNF               |
| 222               | Lucas Boniface (FRA)    | DNF               |
| 223               | Sandy Dujardin (FRA)    | 21.               |
| 224               | Émilien Jeannière (FRA) | DNF               |
| 225               | Thomas Gachignard (FRA) | 10.               |
| 226               | Lorrenzo Manzin (FRA)   | DNF               |
| 227               | Dries Van Gestel (BEL)  | 24.               |

| Bingoal WB BWB | Bingoal WB BWB            | Bingoal WB BWB |
| -------------- | ------------------------- | -------------- |
| Nr.            | Rytter                    | Placering      |
| 231            | Luca De Meester (BEL)     | 97.            |
| 232            | Ceriel Desal (BEL)        | 107.           |
| 233            | Aaron Van der Beken (BEL) | 99.            |
| 234            | Floris De Tier (BEL)      | 108.           |
| 235            | Luca Van Boven (BEL)      | 56.            |
| 236            | Kenneth Van Rooy (BEL)    | 95.            |
| 237            | Jelle Vermoote (BEL)      | 100.           |

| Team Flanders-Baloise TFB | Team Flanders-Baloise TFB | Team Flanders-Baloise TFB |
| ------------------------- | ------------------------- | ------------------------- |
| Nr.                       | Rytter                    | Placering                 |
| 241                       | Kamiel Bonneu (BEL)       | DNF                       |
| 242                       | Lars Craps (BEL)          | 104.                      |
| 243                       | Jules Hesters (BEL)       | 98.                       |
| 244                       | Siebe Deweirdt (BEL)      | 121.                      |
| 245                       | Yentl Vandevelde (BEL)    | 111.                      |
| 246                       | Dylan Vandenstorme (BEL)  | 101.                      |
| 247                       | Victor Vercouillie (BEL)  | 86.                       |

| Team Visma \| Lease a Bike TVL | Team Visma \| Lease a Bike TVL | Team Visma \| Lease a Bike TVL |
| ------------------------------ | ------------------------------ | ------------------------------ |
| Nr.                            | Rytter                         | Placering                      |
| 1                              | Wout van Aert (BEL)            | DNF                            |
| 2                              | Tim van Dijke (NED)            | 118.                           |
| 3                              | Tiesj Benoot (BEL)             | 4.                             |
| 4                              | Matteo Jorgenson (USA)         | 1.                             |
| 5                              | Jan Tratnik (SLO)              | DNF                            |
| 6                              | Mick van Dijke (NED)           | 38.                            |
| 7                              | Julien Vermote (BEL)           | 114.                           |

| Lidl-Trek LTK | Lidl-Trek LTK                | Lidl-Trek LTK |
| ------------- | ---------------------------- | ------------- |
| Nr.           | Rytter                       | Placering     |
| 11            | Mads Pedersen (DEN)          | DNF           |
| 12            | Jasper Stuyven (BEL)         | DNF           |
| 13            | Tim Declercq (BEL)           | 81.           |
| 14            | Jonathan Milan (ITA)         | 7.            |
| 15            | Toms Skujiņš (LAT)           | 28.           |
| 16            | Edward Theuns (BEL)          | 94.           |
| 17            | Alex Kirsch (LUX) (landevej) | DNF           |

| Alpecin-Deceuninck ADC | Alpecin-Deceuninck ADC     | Alpecin-Deceuninck ADC |
| ---------------------- | -------------------------- | ---------------------- |
| Nr.                    | Rytter                     | Placering              |
| 21                     | Jasper Philipsen (BEL)     | 15.                    |
| 22                     | Maurice Ballerstedt (GER)  | 89.                    |
| 23                     | Robbe Ghys (BEL)           | DNF                    |
| 24                     | Søren Kragh Andersen (DEN) | 74.                    |
| 25                     | Senne Leysen (BEL)         | DNF                    |
| 26                     | Stan Van Tricht (BEL)      | 59.                    |
| 27                     | Gianni Vermeersch (BEL)    | DNF                    |

| UAE Team Emirates UAD | UAE Team Emirates UAD         | UAE Team Emirates UAD |
| --------------------- | ----------------------------- | --------------------- |
| Nr.                   | Rytter                        | Placering             |
| 31                    | Tim Wellens (BEL)             | 57.                   |
| 32                    | Marc Hirschi (SUI) (landevej) | 32.                   |
| 33                    | Álvaro Hodeg (COL)            | DNF                   |
| 34                    | Alessandro Covi (ITA)         | 66.                   |
| 35                    | Mikkel Bjerg (DEN)            | 36.                   |
| 36                    | Nils Politt (GER)             | 12.                   |
| 37                    | Vegard Stake Laengen (NOR)    | 93.                   |

| Groupama-FDJ GFC | Groupama-FDJ GFC                  | Groupama-FDJ GFC |
| ---------------- | --------------------------------- | ---------------- |
| Nr.              | Rytter                            | Placering        |
| 41               | Stefan Küng (SUI)                 | 3.               |
| 42               | Valentin Madouas (FRA) (landevej) | 13.              |
| 43               | Lewis Askey (GBR)                 | 61.              |
| 44               | Olivier Le Gac (FRA)              | DQ               |
| 45               | Fabian Lienhard (SUI)             | 116.             |
| 46               | Laurence Pithie (NZL)             | DNF              |
| 47               | Samuel Watson (GBR)               | 40.              |

| Soudal Quick-Step SOQ | Soudal Quick-Step SOQ    | Soudal Quick-Step SOQ |
| --------------------- | ------------------------ | --------------------- |
| Nr.                   | Rytter                   | Placering             |
| 51                    | Julian Alaphilippe (FRA) | 26.                   |
| 52                    | Yves Lampaert (BEL)      | 131.                  |
| 53                    | Paul Magnier (FRA)       | 39.                   |
| 54                    | Gianni Moscon (ITA)      | 135.                  |
| 55                    | Casper Pedersen (DEN)    | 33.                   |
| 56                    | Pepijn Reinderink (NED)  | DNF                   |
| 57                    | Warre Vangheluwe (BEL)   | 112.                  |

| Intermarché-Wanty IWA | Intermarché-Wanty IWA           | Intermarché-Wanty IWA |
| --------------------- | ------------------------------- | --------------------- |
| Nr.                   | Rytter                          | Placering             |
| 61                    | Biniam Girmay (ERI)             | DNF                   |
| 62                    | Mike Teunissen (NED)            | 19.                   |
| 63                    | Madis Mihkels (EST)             | 48.                   |
| 64                    | Laurenz Rex (BEL)               | DNF                   |
| 65                    | Dries De Pooter (BEL)           | 30.                   |
| 66                    | Adrien Petit (FRA)              | 85.                   |
| 67                    | Roel van Sintmaartensdijk (NED) | 113.                  |

| EF Education-EasyPost EFE | EF Education-EasyPost EFE | EF Education-EasyPost EFE |
| ------------------------- | ------------------------- | ------------------------- |
| Nr.                       | Rytter                    | Placering                 |
| 71                        | Alberto Bettiol (ITA)     | 72.                       |
| 72                        | Stefan Bissegger (SUI)    | 134.                      |
| 73                        | Jonas Rutsch (GER)        | 106.                      |
| 74                        | Harry Sweeny (AUS)        | DNF                       |
| 75                        | Yuhi Todome (JPN)         | 92.                       |
| 76                        | Jack Rootkin-Gray (GBR)   | 123.                      |
| 77                        | Michael Valgren (DEN)     | 8.                        |

| Ineos Grenadiers IGD | Ineos Grenadiers IGD   | Ineos Grenadiers IGD |
| -------------------- | ---------------------- | -------------------- |
| Nr.                  | Rytter                 | Placering            |
| 81                   | Cameron Wurf (AUS)     | DNF                  |
| 82                   | Elia Viviani (ITA)     | 120.                 |
| 83                   | Joshua Tarling (GBR)   | 6.                   |
| 84                   | Magnus Sheffield (USA) | 119.                 |
| 85                   | Ben Swift (GBR)        | 124.                 |
| 86                   | Connor Swift (GBR)     | 58.                  |
| 87                   | Ben Turner (GBR)       | 16.                  |

| Movistar Team MOV | Movistar Team MOV             | Movistar Team MOV |
| ----------------- | ----------------------------- | ----------------- |
| Nr.               | Rytter                        | Placering         |
| 91                | Oier Lazkano (ESP) (landevej) | 47.               |
| 92                | Albert Torres (ESP)           | 88.               |
| 93                | Rémi Cavagna (FRA)            | 69.               |
| 94                | Carlos Canal (ESP)            | 54.               |
| 95                | Manlio Moro (ITA)             | DNF               |
| 96                | Mathias Norsgaard (DEN)       | 9.                |
| 97                | Johan Jacobs (SUI)            | 132.              |

| Arkéa-B&B Hotels ARK | Arkéa-B&B Hotels ARK   | Arkéa-B&B Hotels ARK |
| -------------------- | ---------------------- | -------------------- |
| Nr.                  | Rytter                 | Placering            |
| 101                  | Arnaud Démare (FRA)    | DNS                  |
| 102                  | Amaury Capiot (BEL)    | DNF                  |
| 103                  | David Dekker (NED)     | 109.                 |
| 104                  | Donavan Grondin (FRA)  | 130.                 |
| 105                  | Florian Sénéchal (FRA) | 129.                 |
| 106                  | Daniel McLay (GBR)     | 84.                  |
| 107                  | Luca Mozzato (ITA)     | 18.                  |

| Cofidis COF | Cofidis COF                | Cofidis COF |
| ----------- | -------------------------- | ----------- |
| Nr.         | Rytter                     | Placering   |
| 111         | Ludovic Robeet (BEL)       | DNF         |
| 112         | Piet Allegaert (BEL)       | 49.         |
| 113         | Aimé De Gendt (BEL)        | 70.         |
| 114         | Nicolas Debeaumarché (FRA) | DNF         |
| 115         | Milan Fretin (BEL)         | DNF         |
| 116         | Alexis Renard (FRA)        | 103.        |
| 117         | Ludovic Robeet (BEL)       | DNF         |

| Decathlon-AG2R La Mondiale DAT | Decathlon-AG2R La Mondiale DAT | Decathlon-AG2R La Mondiale DAT |
| ------------------------------ | ------------------------------ | ------------------------------ |
| Nr.                            | Rytter                         | Placering                      |
| 121                            | Oliver Naesen (BEL)            | 63.                            |
| 122                            | Edvald Boasson Hagen (NOR)     | 110.                           |
| 123                            | Dries De Bondt (BEL)           | 5.                             |
| 124                            | Sander De Pestel (BEL)         | 55.                            |
| 125                            | Pierre Gautherat (FRA)         | 11.                            |
| 126                            | Gianluca Pollefliet (BEL)      | 96.                            |
| 127                            | Damien Touzé (FRA)             | 27.                            |

| Bora-Hansgrohe BOH | Bora-Hansgrohe BOH     | Bora-Hansgrohe BOH |
| ------------------ | ---------------------- | ------------------ |
| Nr.                | Rytter                 | Placering          |
| 131                | Marco Haller (AUT)     | 76.                |
| 132                | Luis-Joe Lührs (GER)   | 105.               |
| 133                | Emil Herzog (GER)      | 65.                |
| 134                | Ryan Mullen (IRL)      | 62.                |
| 135                | Filip Maciejuk (POL)   | 73.                |
| 136                | Jordi Meeus (BEL)      | 45.                |
| 137                | Danny van Poppel (NED) | 14.                |

| Bahrain Victorious TBV | Bahrain Victorious TBV       | Bahrain Victorious TBV |
| ---------------------- | ---------------------------- | ---------------------- |
| Nr.                    | Rytter                       | Placering              |
| 141                    | Andrea Pasqualon (ITA)       | DNF                    |
| 142                    | Alberto Bruttomesso (ITA)    | 102.                   |
| 143                    | Fran Miholjević (CRO)        | 128.                   |
| 144                    | Matevž Govekar (SLO)         | 67.                    |
| 145                    | Dušan Rajović (SRB)          | 44.                    |
| 146                    | Fred Wright (GBR) (landevej) | 22.                    |
| 147                    | Łukasz Wiśniowski (POL)      | 117.                   |

| Team dsm-firmenich PostNL DFP | Team dsm-firmenich PostNL DFP | Team dsm-firmenich PostNL DFP |
| ----------------------------- | ----------------------------- | ----------------------------- |
| Nr.                           | Rytter                        | Placering                     |
| 151                           | John Degenkolb (GER)          | 20.                           |
| 152                           | Pavel Bittner (CZE)           | 53.                           |
| 153                           | Patrick Eddy (AUS)            | DNF                           |
| 154                           | Nils Eekhoff (NED)            | DNF                           |
| 155                           | Niklas Märkl (GER)            | 126.                          |
| 156                           | Casper van Uden (NED)         | 35.                           |
| 157                           | Bram Welten (NED)             | 133.                          |

| Team Jayco AlUla JAY | Team Jayco AlUla JAY        | Team Jayco AlUla JAY |
| -------------------- | --------------------------- | -------------------- |
| Nr.                  | Rytter                      | Placering            |
| 161                  | Michael Matthews (AUS)      | 17.                  |
| 162                  | Luke Durbridge (AUS)        | 60.                  |
| 163                  | Amund Grøndahl Jansen (NOR) | 75.                  |
| 164                  | Luka Mezgec (SLO)           | 43.                  |
| 165                  | Kelland O'Brien (AUS)       | 90.                  |
| 166                  | Elmar Reinders (NED)        | DNF                  |
| 167                  | Max Walscheid (GER)         | 87.                  |

| Astana Qazaqstan Team AST | Astana Qazaqstan Team AST | Astana Qazaqstan Team AST |
| ------------------------- | ------------------------- | ------------------------- |
| Nr.                       | Rytter                    | Placering                 |
| 171                       | Cees Bol (NED)            | 41.                       |
| 172                       | Gleb Brussenskij (KAZ)    | DNF                       |
| 173                       | Michele Gazzoli (ITA)     | DNF                       |
| 174                       | Jevgenij Giditj (KAZ)     | 125.                      |
| 175                       | Dmitrij Gruzdev (KAZ)     | DNF                       |
| 176                       | Rüdiger Selig (GER)       | 127.                      |
| 177                       | Gleb Syritsa              | DNF                       |

| Lotto Dstny LTD | Lotto Dstny LTD          | Lotto Dstny LTD |
| --------------- | ------------------------ | --------------- |
| Nr.             | Rytter                   | Placering       |
| 181             | Jenno Berckmoes (BEL)    | 23.             |
| 182             | Cedric Beullens (BEL)    | DNF             |
| 183             | Victor Campenaerts (BEL) | 34.             |
| 184             | Sébastien Grignard (BEL) | 68.             |
| 185             | Pascal Eenkhoorn (NED)   | 31.             |
| 186             | Alec Segaert (BEL)       | 37.             |
| 187             | Brent Van Moer (BEL)     | DNF             |

| Israel-Premier Tech IPT | Israel-Premier Tech IPT | Israel-Premier Tech IPT |
| ----------------------- | ----------------------- | ----------------------- |
| Nr.                     | Rytter                  | Placering               |
| 191                     | Jakob Fuglsang (DEN)    | 71.                     |
| 192                     | Krists Neilands (LAT)   | 29.                     |
| 193                     | Guillaume Boivin (CAN)  | 52.                     |
| 194                     | Riley Sheehan (USA)     | 25.                     |
| 195                     | Riley Pickrell (CAN)    | 83.                     |
| 196                     | Corbin Strong (NZL)     | 51.                     |
| 197                     | Ethan Vernon (GBR)      | 46.                     |

| Uno-X Mobility UXM | Uno-X Mobility UXM          | Uno-X Mobility UXM |
| ------------------ | --------------------------- | ------------------ |
| Nr.                | Rytter                      | Placering          |
| 201                | Alexander Kristoff (NOR)    | 77.                |
| 202                | Jonas Abrahamsen (NOR)      | 2.                 |
| 203                | Louis Bendixen (DEN)        | 82.                |
| 204                | Tord Gudmestad (NOR)        | DNF                |
| 205                | Erik Nordsæter Resell (NOR) | 79.                |
| 206                | Rasmus Tiller (NOR)         | 50.                |
| 207                | Rasmus Bøgh Wallin (DEN)    | 91.                |

| Q36.5 Pro Cycling Team Q36 | Q36.5 Pro Cycling Team Q36 | Q36.5 Pro Cycling Team Q36 |
| -------------------------- | -------------------------- | -------------------------- |
| Nr.                        | Rytter                     | Placering                  |
| 211                        | Jannik Steimle (GER)       | 42.                        |
| 212                        | Tom Devriendt (BEL)        | DNF                        |
| 213                        | Tobias Ludvigsson (SWE)    | 80.                        |
| 214                        | Cyrus Monk (AUS)           | 122.                       |
| 215                        | Szymon Sajnok (POL)        | 115.                       |
| 216                        | Fabio Christen (SUI)       | 78.                        |
| 217                        | Kamil Małecki (POL)        | 64.                        |

| TotalEnergies TEN | TotalEnergies TEN       | TotalEnergies TEN |
| ----------------- | ----------------------- | ----------------- |
| Nr.               | Rytter                  | Placering         |
| 221               | Anthony Turgis (FRA)    | DNF               |
| 222               | Lucas Boniface (FRA)    | DNF               |
| 223               | Sandy Dujardin (FRA)    | 21.               |
| 224               | Émilien Jeannière (FRA) | DNF               |
| 225               | Thomas Gachignard (FRA) | 10.               |
| 226               | Lorrenzo Manzin (FRA)   | DNF               |
| 227               | Dries Van Gestel (BEL)  | 24.               |

| Bingoal WB BWB | Bingoal WB BWB            | Bingoal WB BWB |
| -------------- | ------------------------- | -------------- |
| Nr.            | Rytter                    | Placering      |
| 231            | Luca De Meester (BEL)     | 97.            |
| 232            | Ceriel Desal (BEL)        | 107.           |
| 233            | Aaron Van der Beken (BEL) | 99.            |
| 234            | Floris De Tier (BEL)      | 108.           |
| 235            | Luca Van Boven (BEL)      | 56.            |
| 236            | Kenneth Van Rooy (BEL)    | 95.            |
| 237            | Jelle Vermoote (BEL)      | 100.           |

| Team Flanders-Baloise TFB | Team Flanders-Baloise TFB | Team Flanders-Baloise TFB |
| ------------------------- | ------------------------- | ------------------------- |
| Nr.                       | Rytter                    | Placering                 |
| 241                       | Kamiel Bonneu (BEL)       | DNF                       |
| 242                       | Lars Craps (BEL)          | 104.                      |
| 243                       | Jules Hesters (BEL)       | 98.                       |
| 244                       | Siebe Deweirdt (BEL)      | 121.                      |
| 245                       | Yentl Vandevelde (BEL)    | 111.                      |
| 246                       | Dylan Vandenstorme (BEL)  | 101.                      |
| 247                       | Victor Vercouillie (BEL)  | 86.                       |